# Raymond Vernon
Raymond Vernon (1er septembre 1913-26 août 1999) est un économiste américain, connu pour sa théorie du cycle de vie du produit et pour son application au commerce international.
Dans cette théorie développée en 1966, Vernon étudie la nature des innovations aux États-Unis et les stratégies des firmes tout au long de la durée de vie économique du produit. Jusque dans les années 1970, les États-Unis sont le pays où les coûts salariaux sont les plus élevés, mais où le revenu par tête est le plus important.
L’insertion d’un produit dans le commerce international a lieu en quatre étapes. 
1. Naissance : le produit nouveau est d’abord vendu aux États-Unis à un prix élevé.
2. Croissance : le prix de vente du produit baisse avec le début de la standardisation, tandis que le produit est vendu à l’étranger à des clients aux revenus élevés.
3. Maturité : avec l’apparition de concurrents étrangers, les firmes américaines sont obligées d’aller produire à l’étranger.
4. Déclin : la production du bien est arrêtée sur le territoire américain, en raison du déclin de la demande, mais la demande résiduelle est finalement satisfaite par des importations en provenance des filiales à l’étranger.

Cadre d’analyse : commerce interbranche (entre différents pays).